# Rite de Sarum
Le rite de Sarum (ou usage de Sarum, ou encore usage de Salisbury) est une variante du rite romain, établi au XIe siècle par saint Osmond, après la conquête de l'Angleterre par Guillaume le Conquérant, par synthèse entre les usages locaux et le rite alors en vogue à Rouen.
Le rite s'étend sur tout le pays à partir du sud de l’Angleterre, puis atteint le Pays de Galles, l'Irlande, et enfin l'Écosse, sous le règne de Marie Tudor. Abandonné au XVIe siècle avec la Réforme protestante, son influence reste palpable dans la liturgie anglicane, et tout particulièrement dans le Livre de la prière commune.
Aujourd'hui, malgré un certain intérêt tant des catholiques que des anglicans pour ce rite, il reste peu utilisé. Des éléments du rite de Sarum sont toutefois repris dans l'usage anglican, introduit en 1980, pour les paroisses de l'Église catholique regroupant des fidèles issus de l'anglicanisme.

## Histoire

### Origine d'un rite proprement anglais

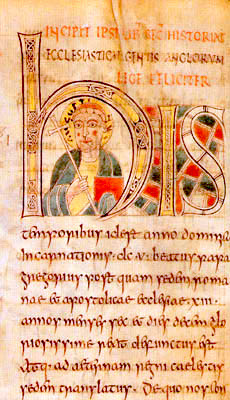
Saint Augustin de Cantorbéry, représenté dans une enluminure d'un manuscrit du VIIIe siècle de l’Historia ecclesiastica gentis Anglorum de Saint Bède.

L'existence d'un rite particulier à la Grande-Bretagne semble fort ancienne. En effet, lors de son séjour en Gaule, saint Augustin de Cantorbéry ayant pris connaissance du missel mis en ordre par saint Hilaire de Poitiers au IVe siècle (et revu au Ve par l'évêque d'Auvergne saint Sidoine Apollinaire et par un abbé de Marseille, Musæus) fut frappé de sa différence avec le missel romain, et, en 601, demanda au Pape comment il se faisait que, la foi de l'Église étant une, l'Ordo ne fut pas le même dans l'Église française et romaine, du fait de la variabilité des coutumes. La réponse de saint Grégoire fut la suivante :

« Vous êtes familier avec la pratique de l'Église romaine, dans laquelle vous avez été élevé ; mais si vous avez trouvé quelque chose qui puisse être plus agréable à Dieu, que ce soit dans l'Église romaine, dans celle de France ou dans toute autre, je désirerais que vous prissiez soin d'en faire un choix, afin d'introduire dans l'Église anglaise (qui est encore bien jeune dans la foi) et en vertu de l'autorisation spéciale que j'en donne, ce que vous aurez été à même de recueillir de ces différentes Églises. On ne doit pas aimer les choses à cause du lieu où on les trouve, mais il faut plutôt aimer les lieux pour les bonnes choses qu'ils possèdent. Choisissez donc dans chaque Église ce qui est pieux, religieux et bon ; faites-en une seule collection, et inculquez-la dans l'esprit des Anglais pour l'usage de leur Église. »

Il apparaît cependant que les livres liturgiques de l'Église d'Angleterre furent d'abord une simple transcription du sacramentaire de saint Grégoire, qui fut par la suite modifié par diverses coutumes locales, d'où les usages de Sarum, York, Bangor, Linach, Aberdeen… En effet, le second concile de Cloveshoe rappelle que la norme est le rite romain :

« Ut festivitates in omnibus ad eas competentibus rebus, sc. in baptismi officio, in missarum celebratione, in cantilenæ modo, celebrentur juxta exemplar, videlicet quod scriptum de Romana Ecclesia habemus »

Par ailleurs, le martyrologe suivait aussi celui de Rome.

### Les débuts du rite de Sarum (1087 – 1099)

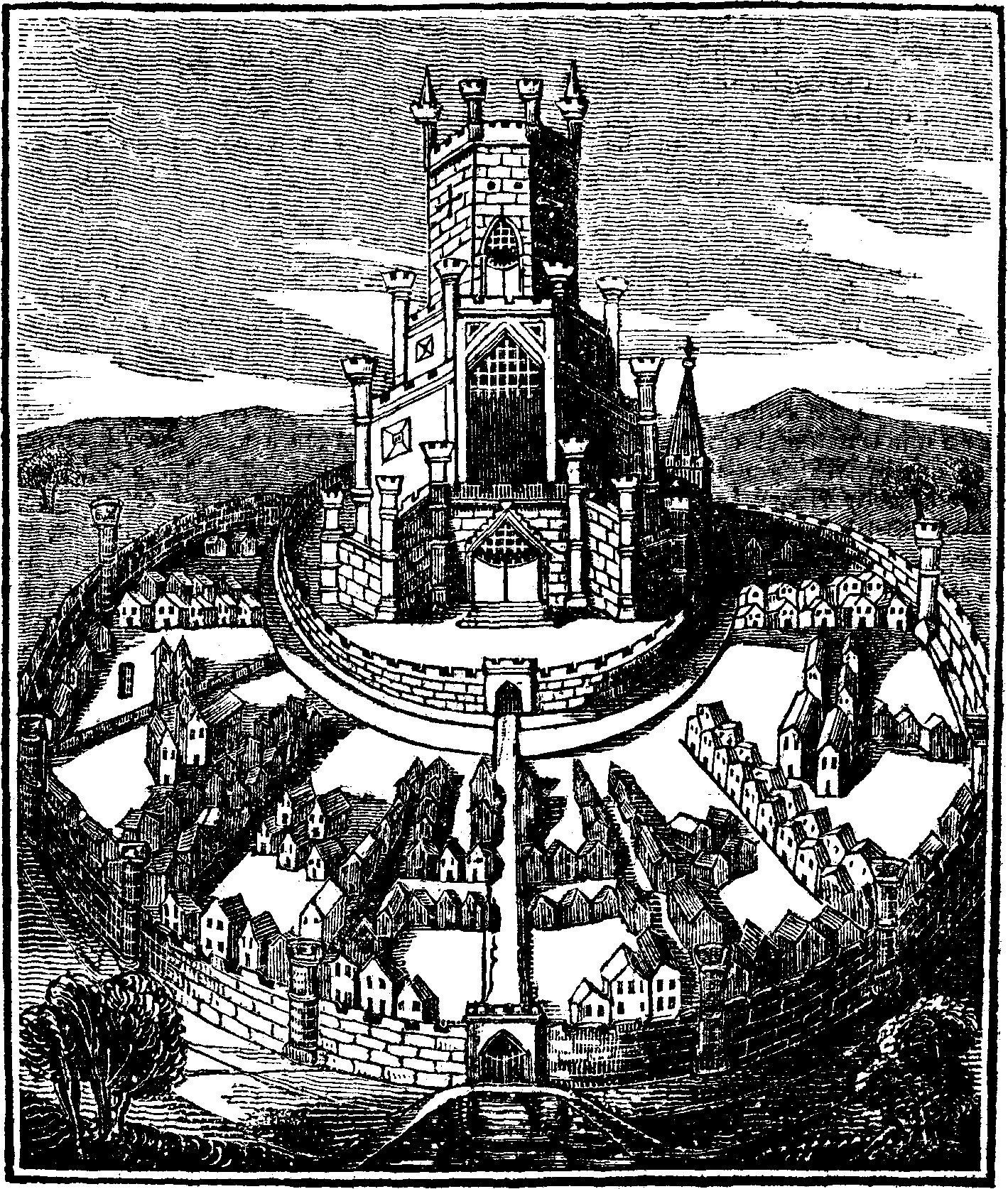
Vue est de Old Sarum

#### Saint Osmond, fondateur de l'usage de Sarum?
En 1078, à la mort d'Oswald, évêque de Salisbury (dont le siège épiscopal se trouvait alors à Old Sarum), Guillaume le Conquérant choisit son chapelain, saint Osmond, pour le remplacer ; il s'agissait en effet de remplacer l'ancien clergé anglo-saxon, dans le cadre du processus de gallicisation de la Grande-Bretagne.
Une tradition, attestée depuis le xve siècle au moins, attribue à saint Osmond l'édification d'un rite unique, par synthèse des traditions anglo-saxonnes et normandes d'un clergé en partie renouvelé par la conquête. S'il est vrai que l'ordinaire le plus ancien dont nous disposons, daté de 1210 à 1230, codifie à l'évidence des coutumes antérieures, il n'en est pas moins exact que la renommée de l'évêque vient plutôt de la réforme du chapitre qu'il entreprit, lui donnant une forme nouvelle et définitive. Le seul texte dont nous disposons, De Officis, date du xiie siècle et codifie à l'évidence des coutumes antérieures. Selon le liturgiste Edmund Bishop, cette légende viendrait d'une mauvaise interprétation d'un passage d'une lettre de 1225.

#### Contexte de la création

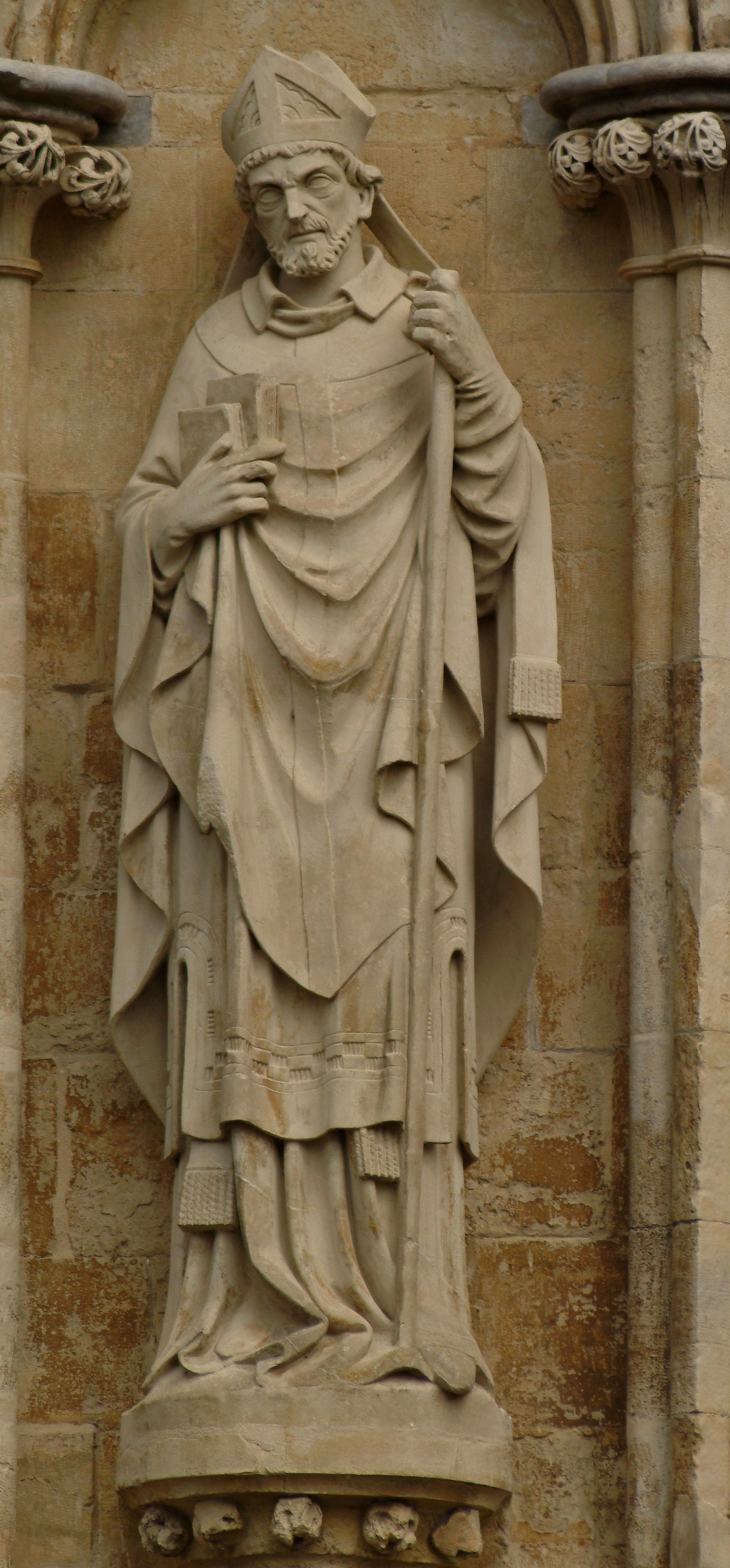
Statue d'Osmond sur le front ouest de la cathédrale de Salisbury.

Lorsqu'Osmond devient évêque, les messes quotidiennes sont déjà courantes : les messes basses se sont en effet popularisées aux VIIe et VIIIe siècles, et la liturgie romaine est alors acceptée en Gaule, puis en Angleterre par le concile de Cloveshoë (747). Ainsi des autels secondaires apparaissent dans les églises, en même temps que les autels portatifs. C'est aussi à l'époque d'Osmond que la communion commence à ne se pratiquer que dans une seule espèce, et que l'architecture des églises évolue, avec la fermeture du chœur par des murs de pierre ou de bois.
Dans le Registrium attribué à Osmond, on peut distinguer trois types de réformes :
- une classification des cérémonials existants : les prières lors de l'oblation et lors de la communion, ainsi que la musique ;
- l'introduction de certaines caractéristiques issues de l'usage de Rouen : le calendrier, certaines séquences, les règles pour le chœur et certains détails de la cérémonie ;
- l'arrangement de l'autel.

#### Un usage inspiré de celui de Rouen
Malgré les réserves que l'on peut avoir sur l'attribution à Osmond de Sées de cet usage, sa proximité avec celui de Rouen (1007) est assez frappante : les épîtres, l'évangile étaient régis de même, ainsi qu'une procession depuis la sacristie au début de la messe, selon les Voyages Liturgiques, du français De Moleon (son vrai nom étant Le Brun) :

« Puis étant précedé du Thuriféraire, des deux Portechandeliers, du Soûdiacre, le Diacre va au Jubé, portant le livre des Évangiles, appuyé sur son épaule gauche (…) Le Diacre étant monté au Jubé, après avoir encensé le livre, chante l'Évangile, étant tourné vers le Septentrion entre les deux chandeliers, (…) après l'Évangile ils reviennent tous au même ordre (…) sinon que c'est le Soûdiacre qui porte le livre des Evangiles, qu'il présente ouvert à baiser au Prêtre, et ensuite fermé, aux Chappiers du côté droit et dans les hautes chaises du même côté toutes les fois qu'il y a Credo à la Messe, puis aux Chappiers du côté gauche et dans les hautes chaises du côté gauche. »

— Voyages Liturgiques, Paris, 1717, p. 365